# Sandile Motsa
Sandile Motsa (ur. 6 marca 1984) – suazyjski piłkarz występujący na pozycji pomocnika, reprezentant Eswatini.

## Kariera klubowa
Sandile Motsa karierę klubową rozpoczął w 2003 roku w rodzimym klubie Highway Never Die FC, w którym grał jeden sezon. Następnie przeniósł się do Green Mamba FC, w którym to również grał jeden sezon. Potem grał w Mbabane Swallows FC (jeden sezon), Malanti Chiefs FC (dwa sezony) i w Manzini Wanderers FC, którego barwy reprezentuje do dzisiaj (stan na 2022).

## Kariera reprezentacyjna
Sandile Motsa grał w reprezentacji w 2011 roku; rozegrał dwa mecze, w których nie strzelił gola.